# ایولین
شهرستان ایولین  (به فرانسوی: Yvelines) در ناحیه ایل-دو-فرانس در کشور فرانسه واقع شده‌است.